# コマルカ・ダ・テーラ・デ・レモス
コマルカ・ダ・テーラ・デ・レモス（Comarca da Terra de Lemos）はスペインガリシア州ルーゴ県のコマルカで、同県の南部に位置する。
ボベダ、モンフォルテ・デ・レモス、パントン、ア・ポブラ・ド・ブロジョン、オ・サビニャーオ、ソベールの6自治体によって構成される。
隣接するコマルカは、北がコマルカ・デ・サリア、東がコマルカ・デ・キローガ、南がコマルカ・ダ・テーラ・デ・カルデーラスとコマルカ・デ・オウレンセ（両コマルカともオウレンセ県）、西がコマルカ・デ・チャンターダである。
面積は940.4km²で、2010年の人口は33,351人（2007年：33,839人）。コマルカの中心地区は自治体モンフォルテ・デ・レモスの市街地モンフォルテ・デ・レモス地区。カスティーリャ語による表記はComarca de la Tierra de Lemos。

## 地理
| コマルカ・ダ・テーラ・デ・レモスの構成自治体（2010年） |            |             |                    |
| 自治体                                                 | 人口（人） | 面積（km²） | 人口密度（人/km²） |
| ボベダ                                                 | 1,650      | 91.1        | 18.1               |
| モンフォルテ・デ・レモス                               | 19,638     | 199.5       | 98.4               |
| パントン                                               | 2,938      | 143.2       | 20.5               |
| ア・ポブラ・ド・ブロジョン                             | 2,066      | 176.7       | 11.7               |
| オ・サビニャーオ                                       | 4,460      | 196.6       | 22.7               |
| ソベール                                               | 2,599      | 133.3       | 19.5               |
| 計                                                     | 33,351     | 940.4       | 35.5               |
| 出典:INE（スペイン国立統計局）、IGE（ガリシア統計局）  |            |             |                    |